# Shirdi
Shirdi es una ciudad y  nagar Panchayat situada en el distrito de Ahmednagar en el estado de Maharashtra (India). Su población es de 36004 habitantes (2011). Se encuentra a 83 km de Ahmednagar.

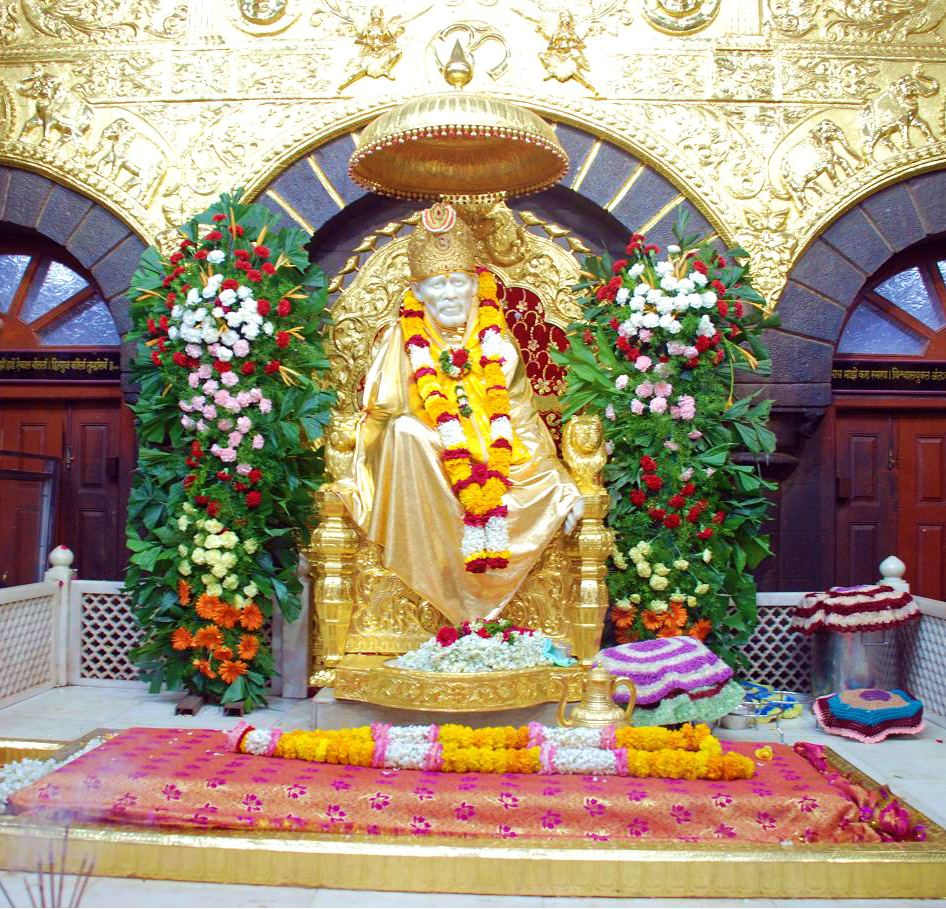
Templo de Sai Baba en Shirdi.

Shirdi es famosa por establecerse allí el santo hinduista Shirdi Sai Baba de finales del siglo XIX.

## Demografía

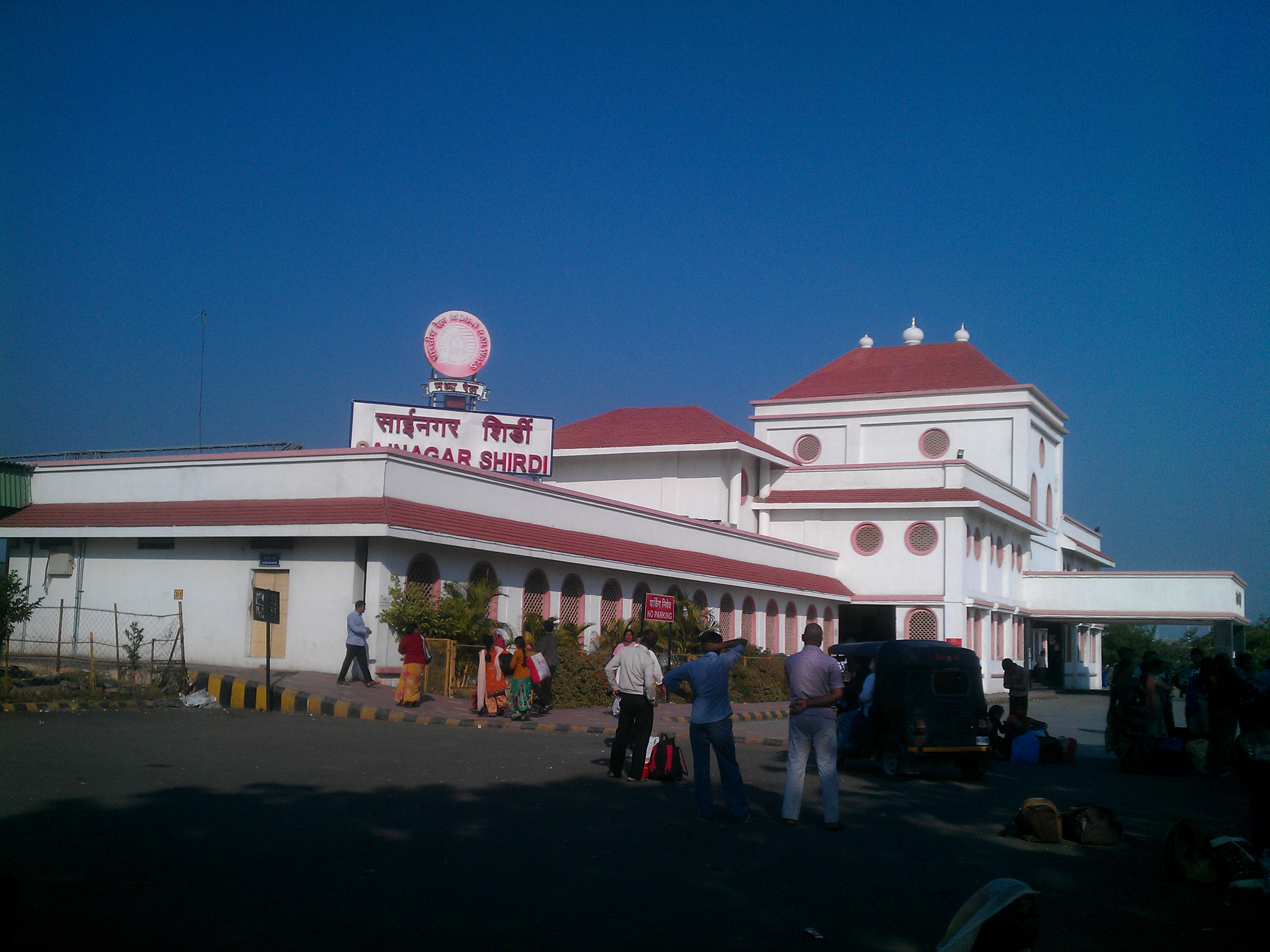
Estación de ferrocarril en la ciudad santa de Shirdi.

Según el censo de 2011 la población de Shirdi era de 36004 habitantes, de los cuales 14224 eran hombres y 12987 eran mujeres. Shirdi tiene una tasa media de alfabetización del 83,89%, superior a la media estatal del 82,34%: la alfabetización masculina es del 89,94%, y la alfabetización femenina del 77,40%.